# Girmont-Val-d'Ajol
Girmont-Val-d'Ajol is een gemeente in het Franse departement Vosges in de regio Grand Est en telt 273 inwoners (1999).

## Geschiedenis
Girmont-Val-d'Ajol was oorspronkelijk onderdeel van de gemeente Le Val-d'Ajol. Aan het einde van de 19de eeuw eisten de inwoners van de gemeenschap Girmont (die meer dan 800 inwoners telde), om culturele en praktische redenen, alsook voor de administratieve orde, een onafhankelijke gemeente en parochie. De gemeente maakte deel uit van het kanton Plombières-les-Bains totdat dat werd samengevoegd met de kantons Bains-les-Bains en Xertigny tot het huidige kanton Le Val-d'Ajol. Alle gemeenten in de genoemde kantons maken uit van het arrondissement Épinal.

## Geografie
De oppervlakte van Girmont-Val-d'Ajol bedraagt 16,1 km², de bevolkingsdichtheid is 17,0 inwoners per km².
De onderstaande kaart toont de ligging van Girmont-Val-d'Ajol met de belangrijkste infrastructuur en aangrenzende gemeenten.

## Demografie
Onderstaande figuur toont het verloop van het inwonertal (bron: INSEE-tellingen).